# Науден (Минесота)
Науден (енгл. Nowthen) град је у америчкој савезној држави Минесота.

## Демографија
По попису из 2010. године број становника је 4.443.
| Група             | 2000.    | 2010.         |
| Белци             | 0 (0,0%) | 4.244 (95,5%) |
| Афроамериканци    | 0 (0,0%) | 39 (0,9%)     |
| Азијати           | 0 (0,0%) | 56 (1,3%)     |
| Хиспаноамериканци | 0 (0,0%) | 46 (1,0%)     |
| Укупно            | 0        | 4.443         |